# Ease on Down the Road
Ease on Down the Road est une chanson qui est tirée du film The Wiz. Cette musique est en duo entre Michael Jackson et Diana Ross et ensuite sorti en mars 1975. Dans la vidéo, on voit Michael Jackson et Diana Ross se tenant la main, en train de descendre la pente d'une route. 

## Production
| Produit par           | Quincy Jones    |
| --------------------- | --------------- |
| Instruments joués par | Michael Brecker |
| Paroles écrites par   | Charlie Smalls  |

## Liens
- Ressources relatives à la musique :   - MusicBrainz (œuvres)
  - MusicBrainz (groupes de sorties)
- Ease on Down the Road sur YouTube
- Ease on Down the Road (vidéo)